# A los que aman
A los que aman (estrenada en francès com L'heure des nuages) és una pel·lícula romàntica franco-espanyola del 1998 dirigida per Isabel Coixet, amb un guió escrit per ella mateixa i Joan Potau. El treball de la dissenyadora Mercè Paloma i Sánchez fou nominat al Goya al millor disseny de vestuari. És una pel·lícula de gran bellesa formal que recorda les obres de les germanes Brönte.

## Argument
En una època indefinida, potser el segle xviii, diversos personatges viuen diverses situacions romàntiques i amoroses: el mestre festeja Matilde, Matilde estima a León, León estima a Valeria. A ells se suma una noia, enamorada del mestre, que torba encara més aquests amors estripats i farà trontollar les existències de tots els que tenen al seu voltant.

## Repartiment
- Patxi Freytez... Mestre jove
- Julio Núñez...	Mestre major
- Olalla Moreno... Matilde
- Monica Bellucci... Valeria
- Christopher Thompson...	León
- Albert Pla... Jonás jove
- Amanda García ...	Armancia
- Gary Piquer... Martín
- Juan Manuel Chiapella...	Jonás gran
- Luciano Federico	...	Preceptor
- Laura Aparicio	...	Criada jove
- Yolanda Sala	...	Monja jove
- Adrián Stinus	...	Mestre nen
- Mónica Gago	...	Matilde nena
- Lucía Celdrán	...	Valeria nena

## Producció
Reconeguda ja com a directora de cinema, Isabel Coixet es planteja -junt amb el guionista Juan Potau- una tercera incursió en el tema del desamor, amb referències que van des de Cumbres Borrascosas d'Emily Brontë, fins a La Cartuja de Parma de Stendhal.
Així doncs, en el seu tercer llarg, la directora s'enfronta a una història romàntica d'època, en la qual utilitza formes estètiques que barregen l'esperit i l'estil d'escriptors com Stendhal, pintors com Jan Vermeer i cineastes com Eric Rohmer, François Truffaut i Alain Corneau, formes que la realitzadora ja havia emprat en la seva obra publicitària.
Els interiors de les mansions i els exteriors; els quals estan rodats a Galícia, creen un clímax opressiu, que suggereix la impossibilitat de trobar la felicitat, tot i que Coixet justifica l'actualitat del film declarant que "la gent encara segueix morint d'amor".
La història adopta una dimensió abstracta en la qual els personatges són peces representatives de sensacions intemporals.